# Ashby (Massachusetts)
Ashby es un pueblo ubicado en el condado de Middlesex en el estado estadounidense de Massachusetts. En el Censo de 2010 tenía una población de 3.074 habitantes y una densidad poblacional de 49,27 personas por km².

## Geografía
Ashby se encuentra ubicado en las coordenadas 42°40′35″N 71°49′57″O / 42.67639, -71.83250. Según la Oficina del Censo de los Estados Unidos, Ashby tiene una superficie total de 62.39 km², de la cual 61.39 km² corresponden a tierra firme y (1.61%) 1 km² es agua.

## Demografía
Según el censo de 2010, había 3.074 personas residiendo en Ashby. La densidad de población era de 49,27 hab./km². De los 3.074 habitantes, Ashby estaba compuesto por el 97.14% blancos, el 0.39% eran afroamericanos, el 0.16% eran amerindios, el 0.33% eran asiáticos, el 0.03% eran isleños del Pacífico, el 0.36% eran de otras razas y el 1.59% pertenecían a dos o más razas. Del total de la población el 1.85% eran hispanos o latinos de cualquier raza.